# Alessandro Benvenuti
Pour les articles homonymes, voir Benvenuti.
Alessandro Benvenuti (né à Pelago le 31 janvier 1950) est un acteur, réalisateur et scénariste italien. 

## Biographie
Alessandro Benvenuti est cofondateur, avec Francesco Nuti et Athina Cenci, du groupe de comédiens GianCattivi avec lequel il obtient ses premiers succès sur scène et à la télévision,. Il  fait ses débuts au cinéma dans Ad Ovest di Paperino, pour lequel il  remporte le Ruban d'argent 1982 du meilleur nouveau réalisateur   et lui permet de commencer une carrière de réalisateur, scénariste et acteur de comédies originales et décalées. En 1995, il remporte un deuxième ruban d'argent pour le scénario du film Elle ou lui, . En 1996, il fait l'objet de trois nominations au Globe d'or pour son film dramatique Ivo il tardivo (it) dans les catégories meilleur film, meilleur acteur et meilleur réalisateur.

## Filmographie partielle
- 1985 : Era una notte buia e tempestosa... (it)
- 1985 : Fatto su misura
- 1986 : Il ragazzo del Pony Express
- 1987 : Soldati - 365 all'alba
- 1988 : Compagni di scuola
- 1990 : Benvenuti in casa Gori
- 1991 : Zitti e mosca (it)
- 1994 : Elle ou lui (Belle al bar)
- 1995 : Ivo il tardivo (it)
- 1996 : Albergo Roma
- 2003 : Ti spiace se bacio mamma?
- 2005 : Concorso di colpa
- 2011 : Amici miei - Come tutto ebbe inizio
- 2013 : Un fantastico via vai